# Torneo masculino de fútbol en los Juegos Bolivarianos de 2022
El torneo de fútbol masculino fue una de las disciplinas deportivas en los XIX Juegos Bolivarianos de 2022. Comenzó el 2 de julio y culminó el 4 de julio de 2022. Los participantes fueron las selecciones masculinas de categoría sub-17.

## Sede
El Estadio Armando Maestre Pavajeau es el estadio en el que se desarrollará esta competición, tiene capacidad para 11 000 espectadores y fue renovado para las justas.
| Valledupar                       |
| -------------------------------- |
| Estadio Armando Maestre Pavajeau |
| Aforo: 11 000                    |
|                                  |

## Participantes
| Bandera de Bolivia | Bandera de Colombia | Bandera de Paraguay | Bandera de la República Dominicana |
| Bolivia            | Colombia            | Paraguay            | República Dominicana               |
| ------------------ | ------------------- | ------------------- | ---------------------------------- |

## Resultados
- Los horarios son correspondientes a la hora local de Colombia (UTC-5).

| Equipo               | Pts | PJ | PG | PE | PP | GF | GC | Dif |
| -------------------- | --- | -- | -- | -- | -- | -- | -- | --- |
| Paraguay             | 9   | 3  | 3  | 0  | 0  | 8  | 5  | 3   |
| Bolivia              | 6   | 3  | 2  | 0  | 1  | 7  | 3  | 4   |
| Colombia             | 3   | 3  | 1  | 0  | 2  | 5  | 3  | 2   |
| República Dominicana | 0   | 3  | 0  | 0  | 3  | 6  | 15 | -9  |

| 2 de julio de 2022 | República Dominicana | 1:5 (1:3) | Bolivia | Estadio Armando Maestre Pavajeau, Valledupar |                            |
| 16:00              | Emmanuel Cuello 2'   | Reporte   | 8' (a.g.) Javier Roses · 13' (pen.) Guilmar Centella · 45' Anthony Saavedra · 48' (pen.) 55' Marcelo De Lima | Árbitro(s): Keiner Jiménez                   | Árbitro(s): Keiner Jiménez |

| 2 de julio de 2022 | Colombia | 0:1 (0:0) | Paraguay             | Estadio Armando Maestre Pavajeau, Valledupar |                              |
| 19:00              |          | Reporte   | 76' (pen.) Alan Cano | Árbitro(s): Bismark Santiago                 | Árbitro(s): Bismark Santiago |

| 3 de julio de 2022 | Paraguay                                                                               | 5:4 (2:0) | República Dominicana                                                                      | Estadio Armando Maestre Pavajeau, Valledupar |                              |
| 16:00              | Cristhian Maqueda 19' · Aníbal Páez 35' · Enzo Agüero 58' · Fernando Viveros 51' 90+1' | Reporte   | 65' Emmanuel Cuello · 78' (pen.) Nicolás Cruz · 83' Bryan Mañón · 90+2' Alejandro Corcino | Árbitro(s): Bismark Santiago                 | Árbitro(s): Bismark Santiago |

| 3 de julio de 2022 | Colombia | 0:1 (0:1) | Bolivia            | Estadio Armando Maestre Pavajeau, Valledupar |                            |
| 19:00              |          | Reporte   | 86' Misael Alcocer | Árbitro(s): Keiner Jiménez                   | Árbitro(s): Keiner Jiménez |

| 4 de julio de 2022 | Colombia                                                                            | 5:1 (3:0) | República Dominicana | Estadio Armando Maestre Pavajeau, Valledupar |                              |
| 16:00              | Óscar Perea 12' · Andrés Alfonso 20' · Rafael Mercado 40' 55' · Hilder Arboleda 66' | Reporte   | 89' Nicolás Cruz     | Árbitro(s): Bismark Santiago                 | Árbitro(s): Bismark Santiago |

| 4 de julio de 2022 | Bolivia              | 1:2 (1:0) | Paraguay                        | Estadio Armando Maestre Pavajeau, Valledupar |                            |
| 19:00              | Guilmar Centella 31' | Reporte   | 52' Alan Cano · 78' Aníbal Páez | Árbitro(s): Keiner Jiménez                   | Árbitro(s): Keiner Jiménez |

|                              |
| Bandera de Paraguay          |
| Campeón Paraguay 1.er título |

## Medallero
| Evento           | Oro | Plata | Bronce |
| ---------------- | --- | --- | --- |
| Fútbol masculino | Paraguay (PAR) | Bolivia (BOL) | Colombia (COL) |
| Equipos          | - Facundo Insfrán - Jesús Peralta - Iván Morel - Nicolás Caballero - Kevin Schupp - Lucas Ramírez - Thiago Agüero - Ezequiel Sánchez - Alan Romero - Ángel Billordo - Cristhofer Maqueda - Paulo Riveros - Fernando Viveros - Alan Cano - Gabriel Aguayo - Juan Alfonzo - Aníbal Páez - Enzo Agüero - Entrenador: Aldo Bobadilla | - Fabián Pereira - Marcio Arévalo - Mario Samir Pérez - Carlos Medina - Fabio Zamora - Diego Junior Arroyo - Anthony Michel Saavedra - Matías Nicolás Castro - Deybi Choque - Santiago Melgar - Axel Salazar - Guilmar Centella - Gonzalo Mendoza - Lucas Matías Castedo - Juan José González - Marcelo De Lima - Yeferson Mamani - Misael Alcocer - Entrenador: Pablo Escobar | - Alexei Rojas - Élver Arizala - Nicola Profeta - Jafe Rolan David Pérez - Juan David Obando - Óscar Perea - Simón García - Alberto Mario Higgins - Andrés Felipe Gutiérrez - Hilder Arboleda - Juan José Díaz - Fáver Aragón - Jordan Barrera - Richardson Rivas - Andrés Alfonso - Andrés Felipe Tovar - Juan Sebastián Cortés - Rafael Mercado - Entrenador: Jorge 'Chamo' Serna |

## Estadísticas

### Tabla de goleadores
2 goles
- Rafael Mercado
- Guilmar Centella
- Marcelo De Lima
- Nicolás Cruz
- Emmanuel Cuello
- Alan Cano
- Aníbal Páez
- Fernando Viveros

1 gol
- Óscar Perea
- Andrés Alfonso
- Hilder Arboleda
- Misael Alcocer
- Anthony Saavedra
- Bryan Mañón
- Alejandro Corcino
- Cristhian Maqueda
- Enzo Agüero

1 autogol
- Javier Roses